# Crikvenica
Crikvenica (wörtlich Kirchlein, ung. Cirkvenica (amtlich 1867–1919), dt. veraltet Cirknenz, ital. Cirquenizza) ist eine Stadt an der kroatischen Adriaküste, etwa 37 km von Rijeka entfernt und eines der großen Tourismuszentren in der Region. Der Volkszählung von 2021 zufolge beträgt die Einwohnerzahl von Crikvenica 9.980 Einwohner. Nachbarorte von Crikvenica sind Kraljevica, Novi Vinodolski und Selce.
Crikvenica hat einen Sandstrand (kroatisch Crni Mol), der durch Anschwemmungen entstanden ist.

## Geschichte
Die erste Erwähnung findet die Region in der Tabula Peutingeriana, einer aus dem 13. Jahrhundert stammenden Rekonstruktion einer römischen Karte aus dem 3. Jahrhundert. Dort wird die Station Ad Turres erwähnt, eingezeichnet an der Hauptstraße zwischen Aquileia und Salona, an genau der Stelle, an der sich heute Crikvenica befindet. Jüngste Ausgrabungen zeigen, dass diese Siedlung im 1. Jahrhundert vor Christus eines der größeren Siedlungszentren der Region war. Archäologen fanden bei Grabungen hier eine der größten Keramikmanufakturen jener Zeit. Die gefundenen Reste von Amphoren deuten auf einen eigenen Stil der hier gefertigten Amphoren hin, die so nirgendwo anders gefunden wurden.
Überreste römischer Villen wurden auch in den Stadtteilen Dramalj und Jadranovo gefunden. Dramalj wurde außerdem bekannt durch paläontologische Funde in Vrtare Male Cave. Dort wurden gut erhaltene Skelette von Elefanten, Höhlenlöwen, Rhinozerossen und einigen anderen heute ausgestorbenen Spezies entdeckt. Diese Skelette haben ein Alter von ungefähr 30.000 Jahren.
Den Namen hat die Stadt nach der Kirche (kroatisch crkva) des Paulinerklosters erhalten, welches 1412 errichtet wurde. Diese Kirche wurde von Prinz Nikola Frankopan IV. den Paulinern gestiftet. Die entsprechende Schenkungsurkunde ist das erste Dokument, in dem Crikvenica namentlich erwähnt wurde. Am gleichen Platz, an der Mündung des Flusses Dubracina, befindet sich heute die Kirche zur Himmelfahrt der Jungfrau Maria.
Ab 1749 wurde das kroatische Küstenland, welches die Stadt Crikvenica umgibt, als österreichisches Küstenland bezeichnet. Nach dem Österreich-Ungarischen Ausgleich im Jahre 1867 wurde die Gegend jedoch wieder offiziell Kroatisches Küstenland und war dem Komitat Modrus-Fiume im damals zu Ungarn gehörenden Teil des Königreiches Kroatien und Slawonien zugeordnet. Bis zum Ende der k.u.k. Monarchie blieb es habsburgischa bzw. ungarisch.
Erzherzog Joseph Karl Ludwig hatte sich stark für einen Ausbau der Stadt zu einem Kurort eingesetzt. Im Jahre 1891 wurde das erste Hotel in Crikvenica eröffnet. Ein Jahrzehnt später wurde Crikvenica offiziell zum Luftkurort erklärt und entwickelte sich zu einem bevorzugten Reiseziel insbesondere des ungarischen Adels zur Zeit der Donaumonarchie.

## Städtepartnerschaften
Die Stadt pflegt nach eigenen Angaben Städtepartnerschaften oder -freundschaften mit folgenden Städten:
| - Saint-Dié-des-Vosges, Frankreich - Harkány, Ungarn - Verbania, Italien - Zabok, Kroatien | - Poreč, Kroatien - Orlová, Tschechien - Kidričevo, Slowenien - Požega, Kroatien |

## Verkehr
Ab 1912 gab es Projekte, die Stadt durch die Bahnstrecke Fiume–Cirkvenica–Novi an das Schienennetz anzuschließen. Diese Bahnstrecke wurde niemals gebaut.

## Persönlichkeiten
- Erzherzog Joseph Karl Ludwig von Österreich (1833–1905) ungarischer Adeliger und Förderer Crikvenica zum Kurort
- Ljerko Spiller (1908–2008), Geiger, Dirigent und Musikpädagoge
- Karlo Stipanić (* 1941), Wasserballspieler
- Darko Franović (* 1967), Handballspieler

## Fotos

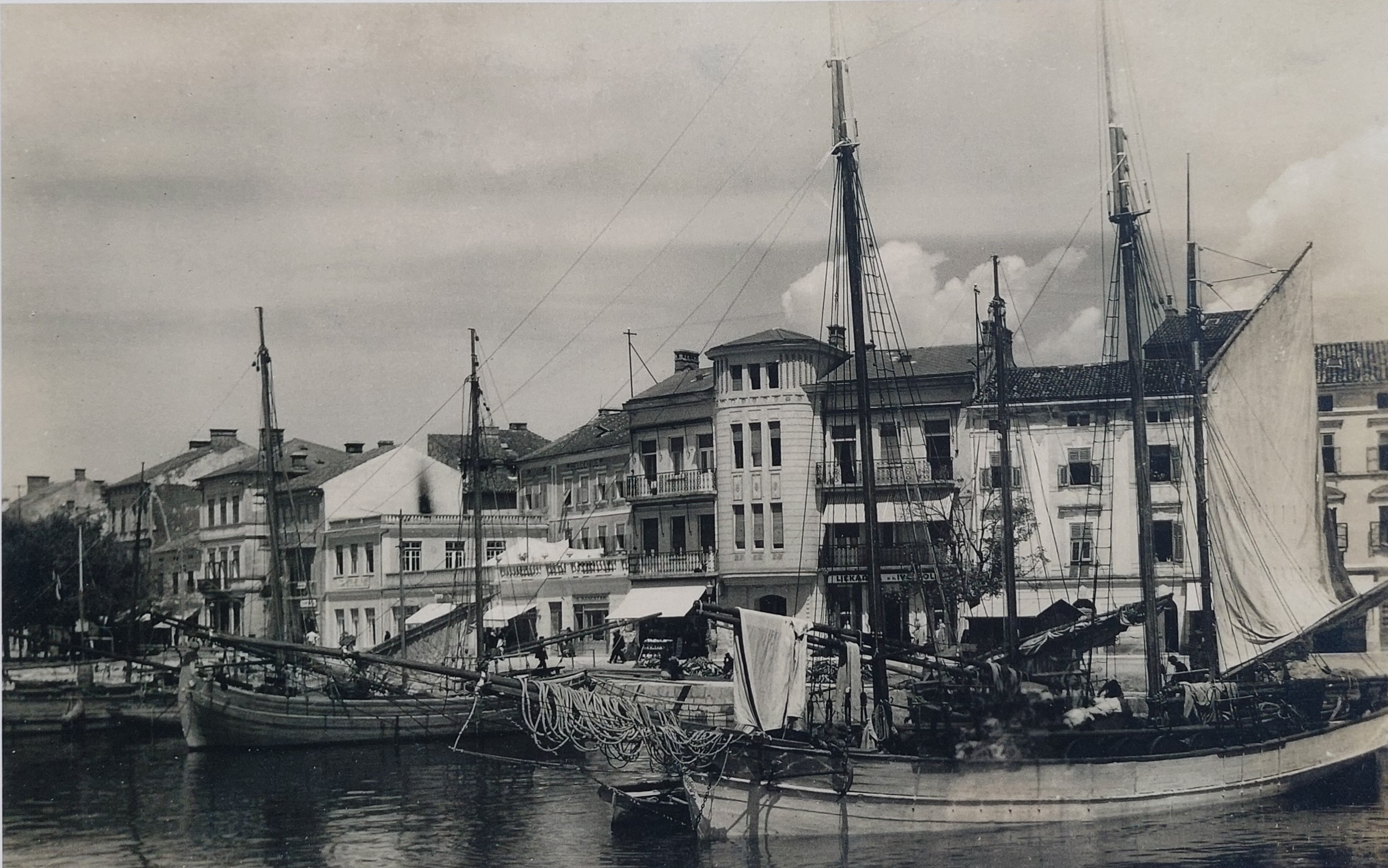
Crikvenica in den 1930er-Jahren
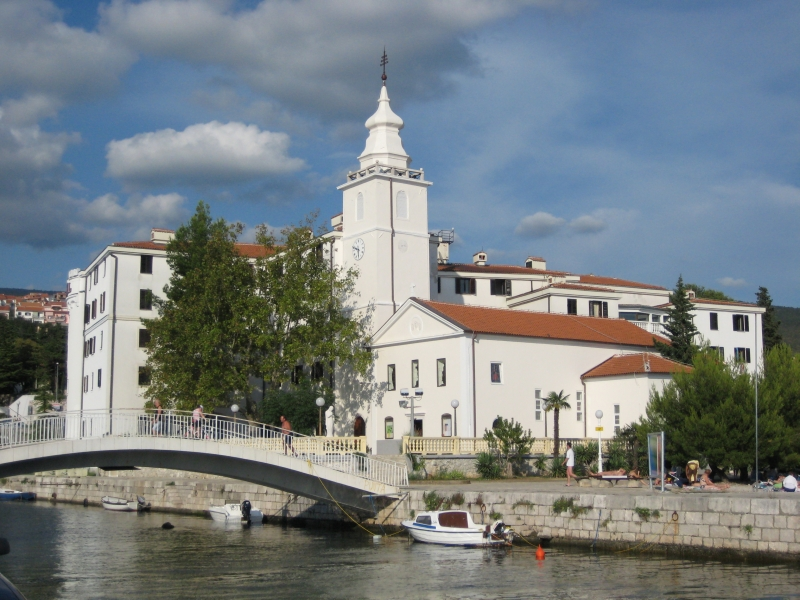
Marienkirche
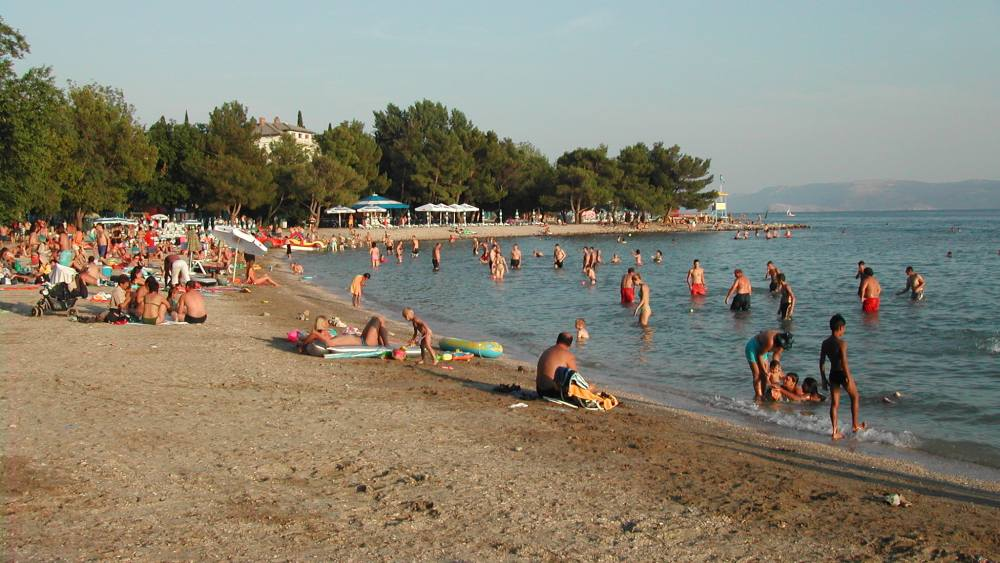
Sandstrand
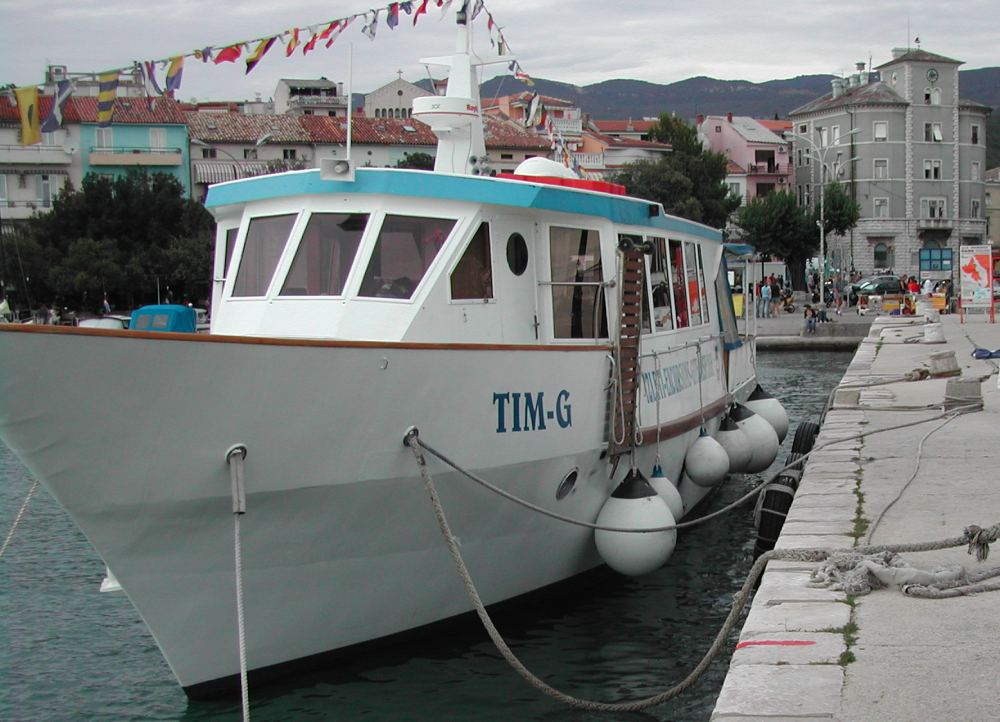
Mole
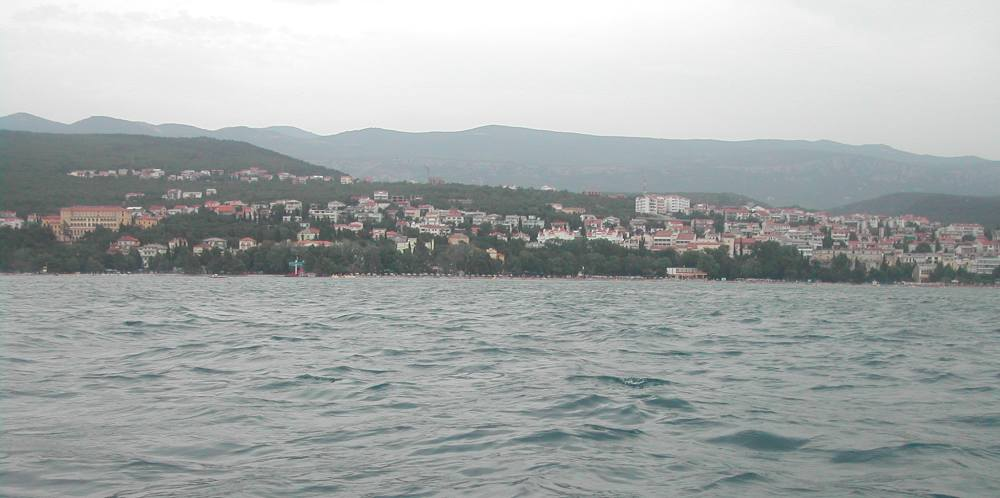
Blick vom Meer